# Solfara Finocchio
La solfara Finocchio o miniera Finocchio  è stata una miniera di zolfo sita in provincia di Enna nei pressi del comune di Aidone.
Aperta tra il 1860 e il 1870, è oggi inattiva.